# Division 1 1996-1997
La Division 1 1996-1997 è stata la 59ª edizione della massima serie del campionato francese di calcio, disputata tra il 29 agosto 1996 e il 24 maggio 1997 e concluso con la vittoria del Monaco, al suo sesto titolo.
Capocannoniere del torneo è stato Stéphane Guivarc'h (Rennes) con 22 reti.

## Stagione

### Novità
La zona retrocessione venne portata a quattro posizioni, per consentire la riduzione del lotto delle partecipanti a 18 squadre, decisa per la stagione precedente. Il ruolo di primissimo piano nel ranking UEFA permise alla Division 1 di beneficiare dei nuovi criteri di accesso alla Champions League, a favore delle seconde classificate dei migliori otto tornei affiliati alla confederazione.

### Avvenimenti
L'iniziale dominio del Lens, a punteggio pieno per le prime quattro partite e solo al comando dopo tre gare, venne interrotto dalla sconfitta con il Monaco: ad approfittarne fu il Paris Saint-Germain, che nelle giornate successive prese il largo, inseguito da diverse squadre come Bastia, Auxerre e Monaco, con questi ultimi che conclusero il girone di andata a -1 dalla vetta. Nelle giornate successive i monegaschi approfittarono di una flessione dei parigini per superarli e prendere il largo, ritrovandosi a +7 nell'arco di due incontri. Mantenendo invariato tale distacco, il Monaco poté mettere le mani sul sesto titolo con due gare di anticipo, con nove punti di vantaggio sul Paris-Saint Germain.
Ai parigini rimase la qualificazione in Champions League, ottenuta dopo aver respinto l'aggancio alla penultima giornata del Nantes-Atlantique. In zona UEFA, un finale negativo costò al Bastia la qualificazione diretta alla terza competizione europea, ottenuta poi grazie alla vittoria dell'Intertoto. Oltre al Nantes si qualificarono alla Coppa UEFA anche il Bordeaux e il Metz, che vinsero la resistenza dei campioni uscenti dell'Auxerre, nonché lo Strasburgo, la cui vittoria in Coppa di Lega permise al Montpellier di rientrare in Intertoto assieme all'Olympique Lione.
Alla penultima giornata erano stati decisi tutti i verdetti in zona retrocessione: assieme al Nizza, da tempo fuori dai giochi, e al Nancy, tagliato fuori dai giochi con due gare di anticipo, caddero in seconda divisione il Caen e il Lilla.

## Classifica finale
|  | Pos. | Squadra             | Pt | G  | V  | N  | P  | GF | GS | DR  |
|  | ---- | ------------------- | -- | -- | -- | -- | -- | -- | -- | --- |
|  | 1.   | Monaco              | 79 | 38 | 23 | 10 | 5  | 69 | 30 | +39 |
|  | 2.   | Paris Saint-Germain | 67 | 38 | 18 | 13 | 7  | 57 | 31 | +26 |
|  | 3.   | Nantes-Atlantique   | 64 | 38 | 16 | 16 | 6  | 61 | 32 | +29 |
|  | 4.   | Bordeaux            | 63 | 38 | 16 | 15 | 7  | 59 | 42 | +17 |
|  | 5.   | Metz                | 62 | 38 | 17 | 11 | 10 | 40 | 30 | +10 |
|  | 6.   | Auxerre             | 61 | 38 | 17 | 10 | 11 | 49 | 32 | +17 |
|  | 7.   | Bastia              | 61 | 38 | 17 | 10 | 11 | 54 | 47 | +7  |
|  | 8.   | Olympique Lione     | 60 | 38 | 16 | 12 | 10 | 59 | 50 | +9  |
|  | 9.   | Strasburgo          | 60 | 38 | 19 | 3  | 16 | 52 | 49 | +3  |
|  | 10.  | Montpellier         | 51 | 38 | 12 | 15 | 11 | 40 | 40 | 0   |
|  | 11.  | Olympique Marsiglia | 49 | 38 | 12 | 13 | 13 | 43 | 48 | -5  |
|  | 12.  | Guingamp            | 46 | 38 | 11 | 13 | 14 | 32 | 36 | -4  |
|  | 13.  | Lens                | 45 | 38 | 12 | 9  | 17 | 40 | 52 | -12 |
|  | 14.  | Le Havre            | 43 | 38 | 10 | 13 | 15 | 34 | 43 | -9  |
|  | 15.  | Cannes              | 41 | 38 | 9  | 14 | 15 | 25 | 41 | -16 |
|  | 16.  | Rennes              | 40 | 38 | 10 | 10 | 18 | 40 | 58 | -18 |
|  | 17.  | Caen                | 37 | 38 | 7  | 16 | 15 | 35 | 46 | -11 |
|  | 18.  | Nancy               | 37 | 38 | 9  | 10 | 19 | 33 | 51 | -18 |
|  | 19.  | Lilla               | 35 | 38 | 8  | 11 | 19 | 32 | 58 | -26 |
|  | 20.  | Nizza               | 23 | 38 | 5  | 8  | 25 | 30 | 68 | -38 |

Legenda:
      Campione di Francia e ammessa alla UEFA Champions League 1997-1998.
      Ammessa alla UEFA Champions League 1997-1998.
      Ammesse alla Coppa UEFA 1997-1998.
      Ammesse alla Coppa Intertoto 1997-1998.
      Retrocessa in Division 2 1997-1998 ma qualificata in Coppa delle Coppe 1997-1998.
      Retrocesse in Division 2 1997-1998.
Note:
Tre punti a vittoria, uno a pareggio, zero a sconfitta.
In caso di arrivo di due o più squadre a pari punti, la graduatoria verrà stilata secondo la classifica avulsa tra le squadre interessate che prevede, in ordine, i seguenti criteri:
- Differenza reti generale.
- Reti realizzate in generale.

### Squadra campione
| Formazione tipo | Giocatori (presenze)   |
| --- | ---------------------- |
| Barthez Djetou Dumas Blondeau Petit Collins Legwinski Henry Benarbia Anderson Ikpeba | Fabien Barthez (36)    |
| Barthez Djetou Dumas Blondeau Petit Collins Legwinski Henry Benarbia Anderson Ikpeba | Martin Djetou (26)     |
| Barthez Djetou Dumas Blondeau Petit Collins Legwinski Henry Benarbia Anderson Ikpeba | Franck Dumas (36)      |
| Barthez Djetou Dumas Blondeau Petit Collins Legwinski Henry Benarbia Anderson Ikpeba | Patrick Blondeau (31)  |
| Barthez Djetou Dumas Blondeau Petit Collins Legwinski Henry Benarbia Anderson Ikpeba | Emmanuel Petit (29)    |
| Barthez Djetou Dumas Blondeau Petit Collins Legwinski Henry Benarbia Anderson Ikpeba | John Collins (28)      |
| Barthez Djetou Dumas Blondeau Petit Collins Legwinski Henry Benarbia Anderson Ikpeba | Sylvain Legwinski (37) |
| Barthez Djetou Dumas Blondeau Petit Collins Legwinski Henry Benarbia Anderson Ikpeba | Ali Benarbia (35)      |
| Barthez Djetou Dumas Blondeau Petit Collins Legwinski Henry Benarbia Anderson Ikpeba | Thierry Henry (36)     |
| Barthez Djetou Dumas Blondeau Petit Collins Legwinski Henry Benarbia Anderson Ikpeba | Victor Ikpeba (31)     |
| Barthez Djetou Dumas Blondeau Petit Collins Legwinski Henry Benarbia Anderson Ikpeba | Sonny Anderson (34)    |
| Altri giocatori: Lilian Martin (26), Gilles Grimandi (24), Laurent Viaud (24), Philippe Léonard (19), Enzo Scifo (15), Marco Grassi (12), Bruno Irles (11), Dan Petersen (10), David Trézéguet (5), Éric Di Meco (2), Manuel dos Santos (2), Stéphane Porato (2). |                        |

## Statistiche

### Squadre

#### Capoliste solitarie
|    | —— | ——   | ——   | ——                  | ——                  | ——                  | ——                  | ——                  | ——                  | ——                  | ——                  | ——                  | ——                  | ——                  | ——                  | ——                  | ——                  | ——                  | ——                  | ——                  | ——                  | ——     | ——     | ——     | ——     | ——     | ——     | ——     | ——     | ——     | ——     | ——     | ——     | ——     | ——     | ——     | ——     | —— |  |
|    |    | Lens | Lens | Paris Saint-Germain | Paris Saint-Germain | Paris Saint-Germain | Paris Saint-Germain | Paris Saint-Germain | Paris Saint-Germain | Paris Saint-Germain | Paris Saint-Germain | Paris Saint-Germain | Paris Saint-Germain | Paris Saint-Germain | Paris Saint-Germain | Paris Saint-Germain | Paris Saint-Germain | Paris Saint-Germain | Paris Saint-Germain | Paris Saint-Germain | Paris Saint-Germain | Monaco | Monaco | Monaco | Monaco | Monaco | Monaco | Monaco | Monaco | Monaco | Monaco | Monaco | Monaco | Monaco | Monaco | Monaco | Monaco |    |  |
|    |    |      |      |                     |                     |                     |                     |                     |                     |                     |                     |                     |                     |                     |                     |                     |                     |                     |                     |                     |                     |        |        |        |        |        |        |        |        |        |        |        |        |        |        |        |        |    |  |
|    |    |      |      |                     |                     |                     |                     |                     |                     |                     |                     |                     |                     |                     |                     |                     |                     |                     |                     |                     |                     |        |        |        |        |        |        |        |        |        |        |        |        |        |        |        |        |    |  |
| 1ª | 2ª | 3ª   | 4ª   | 5ª                  | 6ª                  | 7ª                  | 8ª                  | 9ª                  | 10ª                 | 11ª                 | 12ª                 | 13ª                 | 14ª                 | 15ª                 | 16ª                 | 17ª                 | 18ª                 | 19ª                 | 20ª                 | 21ª                 | 22ª                 | 23ª    | 24ª    | 25ª    | 26ª    | 27ª    | 28ª    | 29ª    | 30ª    | 31ª    | 32ª    | 33ª    | 34ª    | 35ª    | 36ª    | 37ª    | 38ª    |    |  |

#### Primati stagionali
Squadre
- Maggior numero di vittorie: Monaco (23)
- Minor numero di sconfitte: Monaco (5)
- Migliore attacco: Monaco (69)
- Miglior difesa: Monaco, Metz (30)
- Miglior differenza reti: Monaco (+39)
- Maggior numero di pareggi: Nantes-Atlantique, Caen (16)
- Minor numero di pareggi: Strasburgo (3)
- Maggior numero di sconfitte: Nizza (25)
- Minor numero di vittorie: Nizza (5)
- Peggior attacco: Nizza (30)
- Peggior difesa: Nizza (68)
- Peggior differenza reti: Nizza (-38)

### Individuali

#### Classifica marcatori
| Gol | Rigori |  | Giocatore          | Squadra             |
| --- | ------ |  | ------------------ | ------------------- |
| 22  |        |  | Stéphane Guivarc'h | Rennes              |
| 20  |        |  | Japhet N'Doram     | Nantes-Atlantique   |
| 19  |        |  | Alain Caveglia     | Olympique Lione     |
| 19  |        |  | Sonny Anderson     | Monaco              |
| 19  |        |  | David Zitelli      | Strasburgo          |
| 18  |        |  | Anto Drobnjak      | Bastia              |
| 16  |        |  | Ludovic Giuly      | Olympique Lione     |
| 16  |        |  | Patrice Loko       | Paris Saint-Germain |
| 16  | 1      |  | Jean-Pierre Papin  | Bordeaux            |
| 15  |        |  | Xavier Gravelaine  | Olympique Marsiglia |
| 14  |        |  | Pascal Nouma       | Strasburgo          |
| 13  |        |  | Ibrahima Bakayoko  | Montpellier         |
| 13  |        |  | Miladin Bečanović  | Lilla               |
| 13  |        |  | Victor Ikpeba      | Monaco              |

## Percorso dei club nelle coppe europee
| Club                | Competizione          | Risultato        | Ultimo avversario            |
| ------------------- | --------------------- | ---------------- | ---------------------------- |
| Auxerre             | Uefa Champions League | Quarti di finale | Borussia Dortmund (1-3; 0-1) |
| Paris Saint-Germain | Coppa delle Coppe     | Finalista        | Barcelona (0-1)              |
| Nîmes               | Coppa delle Coppe     | Ottavi di finale | AIK Stoccolma (1-3; 1-0)     |
| Monaco              | Coppa UEFA            | Semifinali       | Inter (1-3; 1-0)             |
| Metz                | Coppa UEFA            | Ottavi di finale | Newcastle Utd (1-1; 0-2)     |
| Lens                | Coppa UEFA            | Primo turno      | Lazio (0-1; 1-1)             |
| Guingamp            | Coppa UEFA            | Primo turno      | Inter (0-3; 1-1)             |
| Montpellier         | Coppa UEFA            | Primo turno      | Sporting Lisbona (1-1; 0-1)  |
| Guingamp            | Coppa Intertoto UEFA  | Campione         | Rotor (1-2; 1-0)             |
| Nantes-Atlantique   | Coppa Intertoto UEFA  | Semifinali       | Standard Liegi (1-2; 0-1)    |
| Rennes              | Coppa Intertoto UEFA  | Primo turno      | Fase a gironi                |
| Strasburgo          | Coppa Intertoto UEFA  | Primo turno      | Fase a gironi                |

## e
1. ↑  (EN) UEFA Country Ranking 1996, su kassiesa.home.xs4all.nl. URL consultato il 25 febbraio 2019 (archiviato dall'url originale il 21 maggio 2019).
2. ↑  (EN) France » Ligue 1 1996/1997 » 4. Round, su worldfootball.net.
3. ↑  (EN) France » Ligue 1 1996/1997 » 3. Round, su worldfootball.net.
4. ↑  (EN) France » Ligue 1 1996/1997 » 8. Round, su worldfootball.net.
5. ↑  (EN) France » Ligue 1 1996/1997 » 12. Round, su worldfootball.net.
6. ↑  (EN) France » Ligue 1 1996/1997 » 19. Round, su worldfootball.net.
7. ↑  (EN) France » Ligue 1 1996/1997 » 24. Round, su worldfootball.net.
8. 1 2  (EN) France » Ligue 1 1996/1997 » 36. Round, su worldfootball.net.
9. 1 2  (EN) France » Ligue 1 1996/1997 » 37. Round, su worldfootball.net.
10. ↑  (EN) AS Monaco » Appearances Ligue 1 1996/1997, su worldfootball.net.